# Palazzo Arcivescovile (Florença)

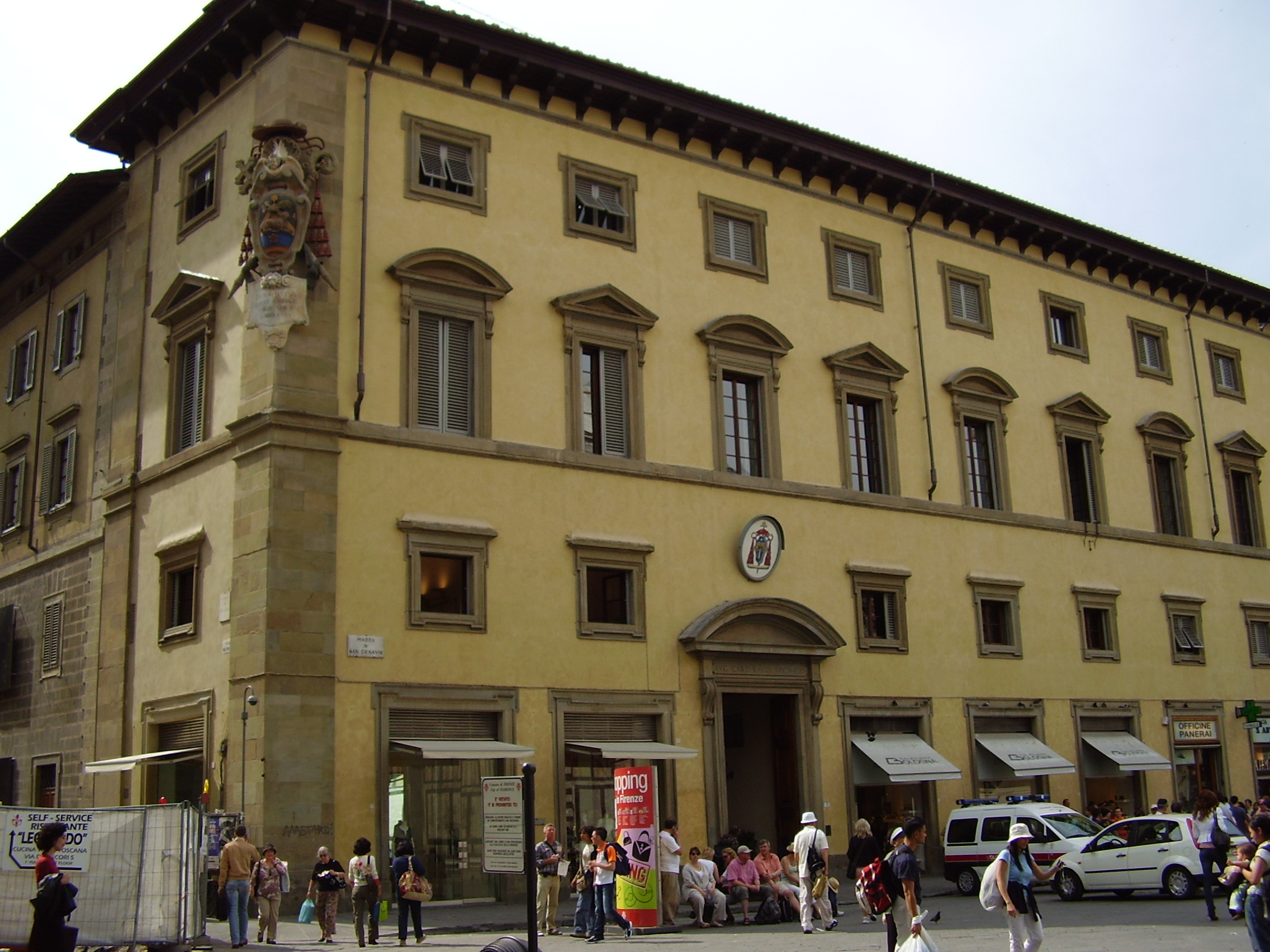
Fachada do Palazzo Arcivescovile voltada para Piazza San Giovanni.

O Palazzo Arcivescovile (em português: Palácio Arquiepiscopal) de Florença, é um palácio daquela cidade toscana que se encontra na Piazza San Giovanni, frente à abside do Battistero di San Giovanni.

## História

### Origens
Um edifício episcopal em Florença, existe neste sítio, pelo menos, desde o século VIII, quando a Domus Sancti Johannis se erguia frente ao Baptistério muito próximo da chamada Porta del Vescovo (Porta do Bispo), que se abria nas muralhas altomedievais ao nível da esquina entre a Via dei Cerretani e o Borgo San Lorenzo, no término do qual ficava o cardo da cidade romana. Uma primeira ampliação foi executada, provavelmente, no século XII, quando o alargamento da cerca de muralhas pôs à disposição alguns terrenos na zona, assumindo uma articulação que foi peculiar do palácio até ao século XIX.
A residência episcopal ("arquiepiscopal" só a partir de 1419) era costituida por dois edifícios principais, separados pelo prolongamento da Via Roma (na época, Via dell'Arcivescovado), ligados, só a partir da segunda metade do século XV, por uma passagem suspensa. A parte mais antiga, segundo alguns documentos, era aquela em redor do Baptistério (não existia a Piazza San Giovanni, ocupada, precisamente, por este edifício), enquanto o Palazzo Nuovo (Palácio Novo), da primeira metade do século XII com acrescentos sucessivos, se encontrava, grosso modo, no sítio do palácio actual e englobava a antiga Igreja de San Salvatore al Vescovo (reestruturada em 1221, talvez por Arnolfo di Cambio).

### Reestruturações quinhentistas

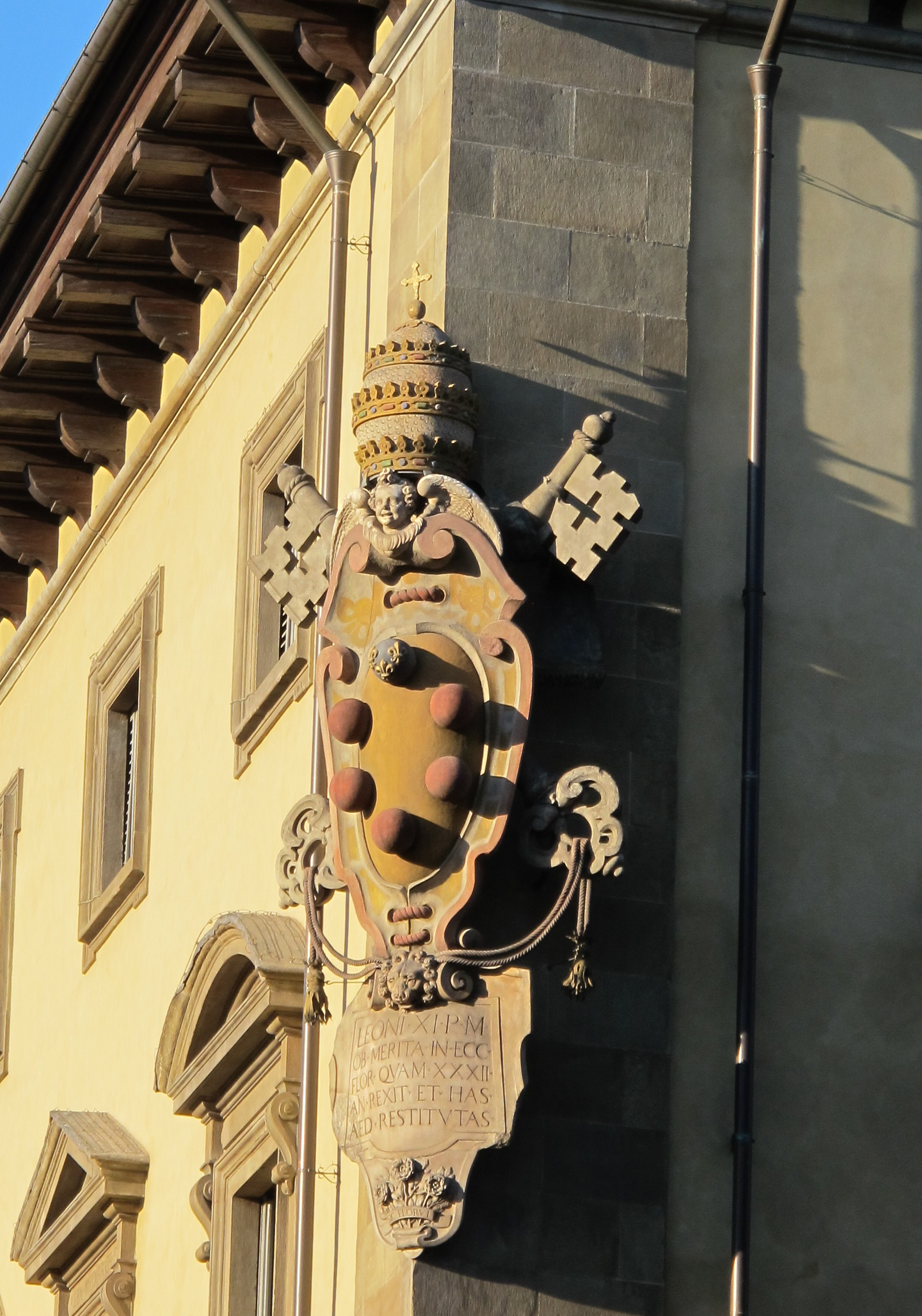
Brasão do Papa Leão XI na esquina do palácio.

A antiga sede arquiepiscopal, sobretudo a parte mais próxima do Baptistério, foi destruída por um desastroso incêndio, em 1533, e o arcebispo Andrea Buondelmonti só conseguiu fazer algumas primeiras intervenções usando o seu próprio dinheiro.

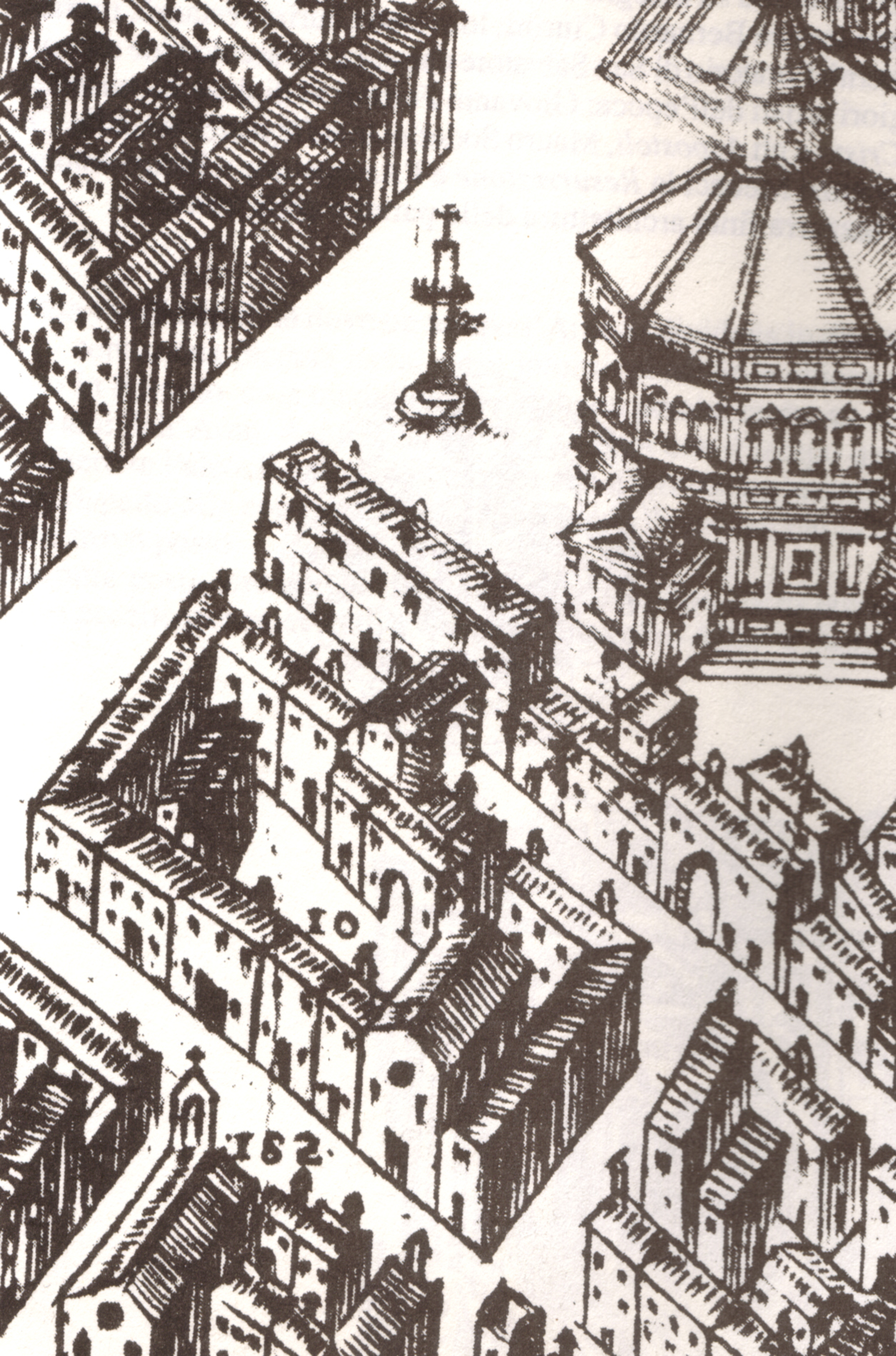
O Palazzo Arcivescovile segundo um mapa de Bonsignori, datado de 1584.

A reconstrução propriamente dita foi iniciada por Alessandro di Ottaviano de' Medici (mais tarde, Papa Leão XI por menos de um mês em 1605), para cuja obra contratou o arquitecto Giovanni Antonio Dosio entre 1573 e 1584. Em 1583, o arcebispo (tornado entretanto cardeal) mandou colocar o próprio brasão pessoal (o inconfundível brasão dos Médici com os atributos eclesiásticos) no cunhal norte do palácio, na esquina com a Via de' Cerretani, o qual foi esculpido por Alessandro di Giovanni da Settignano.
Foi durante estes trabalhos que os dois corpos de edifícios ficaram reunidos num complexo unitário e a fachada ficou definida, com duas filas de janelas rectangulares emolduradas (com e sem cimalhas) nos pisos secundários e uma fila de janelas com frontão, sobre uma cornija marca-piso, no piano nobile (andar nobre). 
No típico estilo florentino, as decorações são em pedra e "emergem" do reboco claro. A fachada na Via de' Cerretani, embora prevista, nunca foi realizada, enquanto no lado oposto mantém um aspecto assimétrico, com a parte virada à praça mais alta e majestosa e a fachada traseira mais baixa e despida. 
Existia um pátio central, talvez realizado por Dosio, possivelmente quando ali trabalhou com o arquitecto Bernardo Ciurini, entre 1736 e 1738, por encargo do arcebispo Giuseppe Maria Martelli.

### Séculos XVII e XVIII
Neste período fizeram-se trabalhos de manutenção e embelezamento por parte de vários arcebispos. Neste âmbito, entre 1615 e 1620 foi reestruturada a Sala di Udienza (Sala de Audiência), antiga sede do Tribunal Eclesiástico, e decorada com afrescos de Nicodemo Ferrucci, dos quais resta uma série dos primeiros dezasseis arcebispos pintados em busto nos pendentes das abóbadas de aresta. 
Em 1677 foi aberto um grande portal para dar acesso às carroças, ainda visível ao lado da Igreja de San Salvatore.

### Do esventramento oitocentista à actualidade

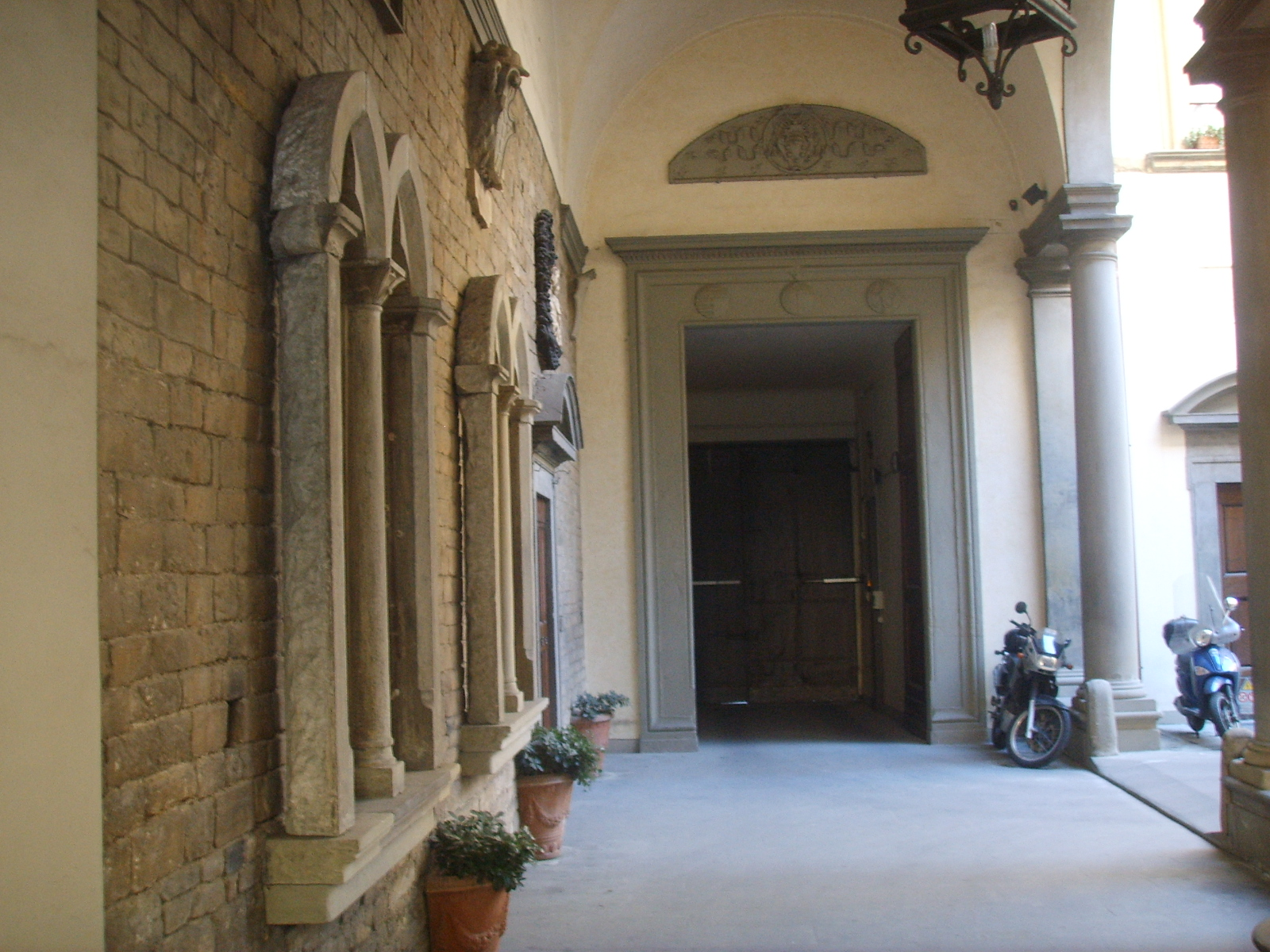
Detalhe do pátio.

O complexo arquiepiscopal foi completamente reestruturado, entre 1893 e 1895, por Felice Franciolini, quando foi demolido o velho edifício episcopal em redor do Baptistério e foi reconstruido recuando a um pouco a fachada quinhentista. Desaparece, assim, a Via dell'Arcivescovado e é ampliada a Piazza San Giovanni. No término dos trabalhos, em Setembro de 1895, também o brasão do arcebispo Agostino Bausa, desenhado por Vincenzo Rosignoli, foi colocado na fachada, no cunhal meridional do palácio. 
Hoje, o palácio aparece na forma dada por Dosio, mas a sua concepção urbanística está agora completamente desnaturada pelo desaparecimento da Via dell'Arcivescovado; a unificção das fachadas na Via dei Cerretani e num troço da Piazza dell'Olio remonta à intervenção oitocentista. No piso térreo, alinha-se uma fila de estabelecimentos comerciais nas aberturas para botteghe (lojas) já previstas por Dosio. 
No interior existe um pátio rectangular com arcadas de volta perfeita sobre colunas dóricas e pilastras em três lados; nos lados curtos encontram-se duas serlianas; superiormente, abre-se aqui um loggiato com colunas jónicas. A escadaria é setecentista e foi projectada por Bernardo Ciurini.

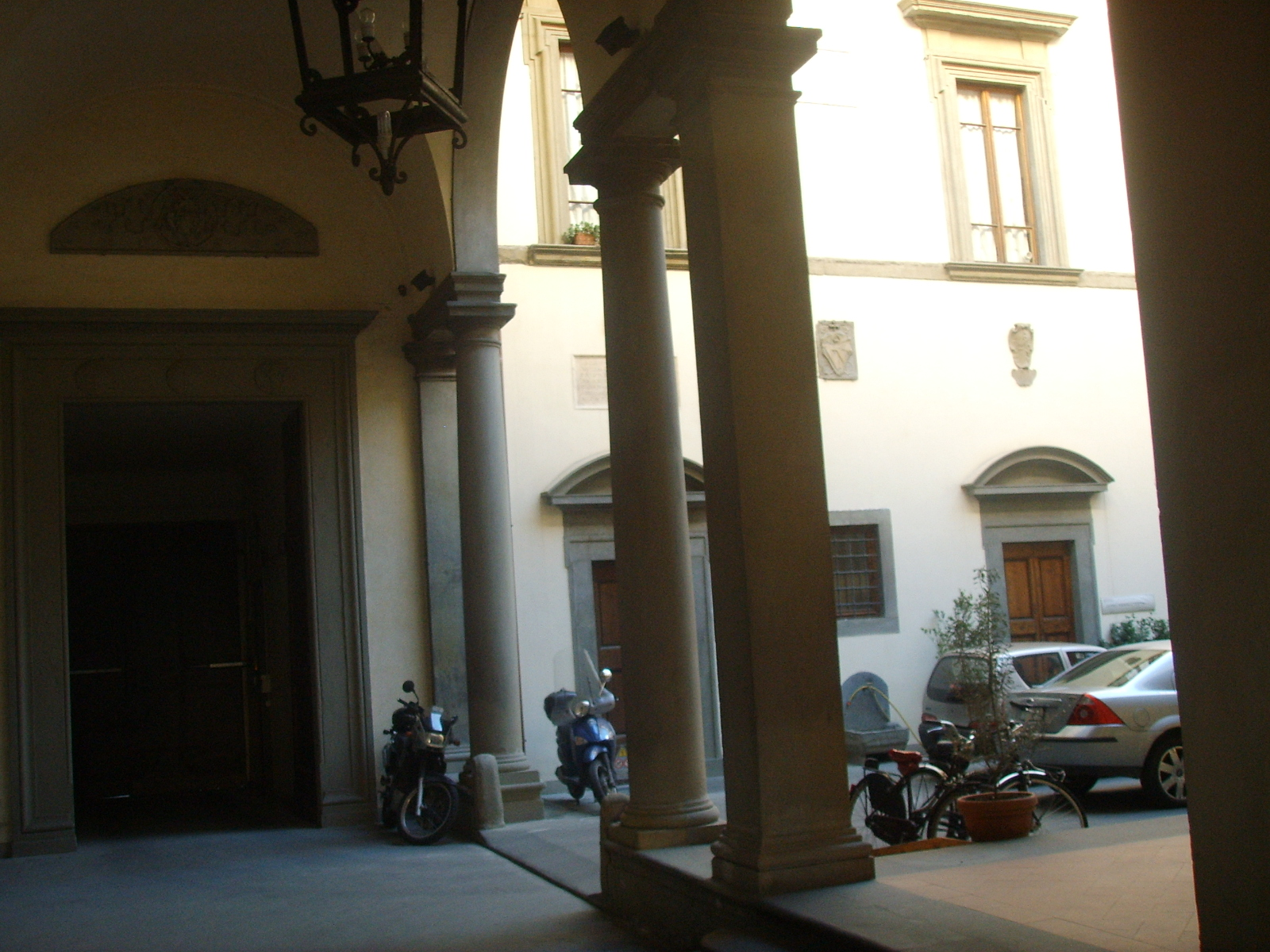
Vista parcial do pátio
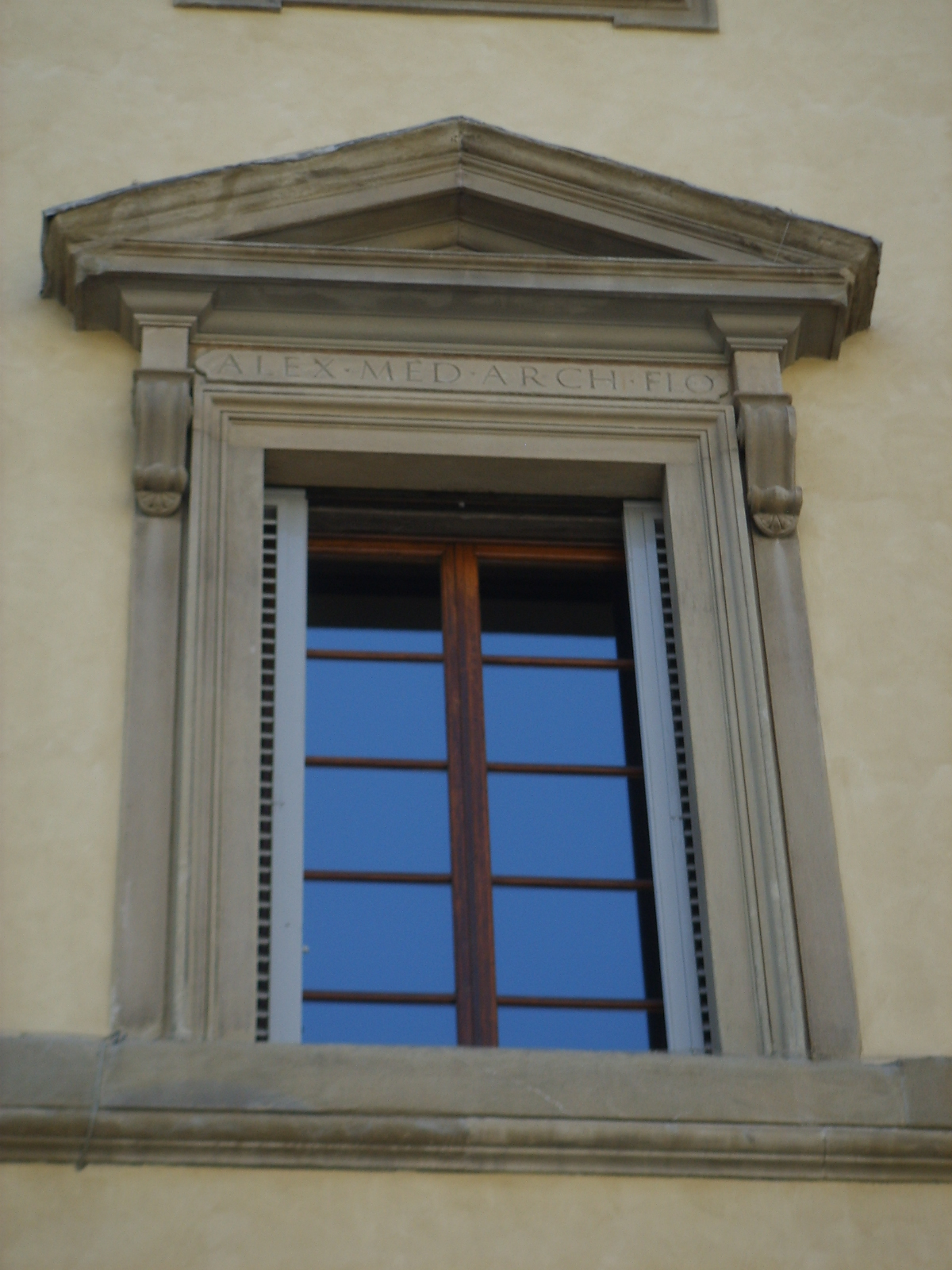
Uma janela do piso nobre
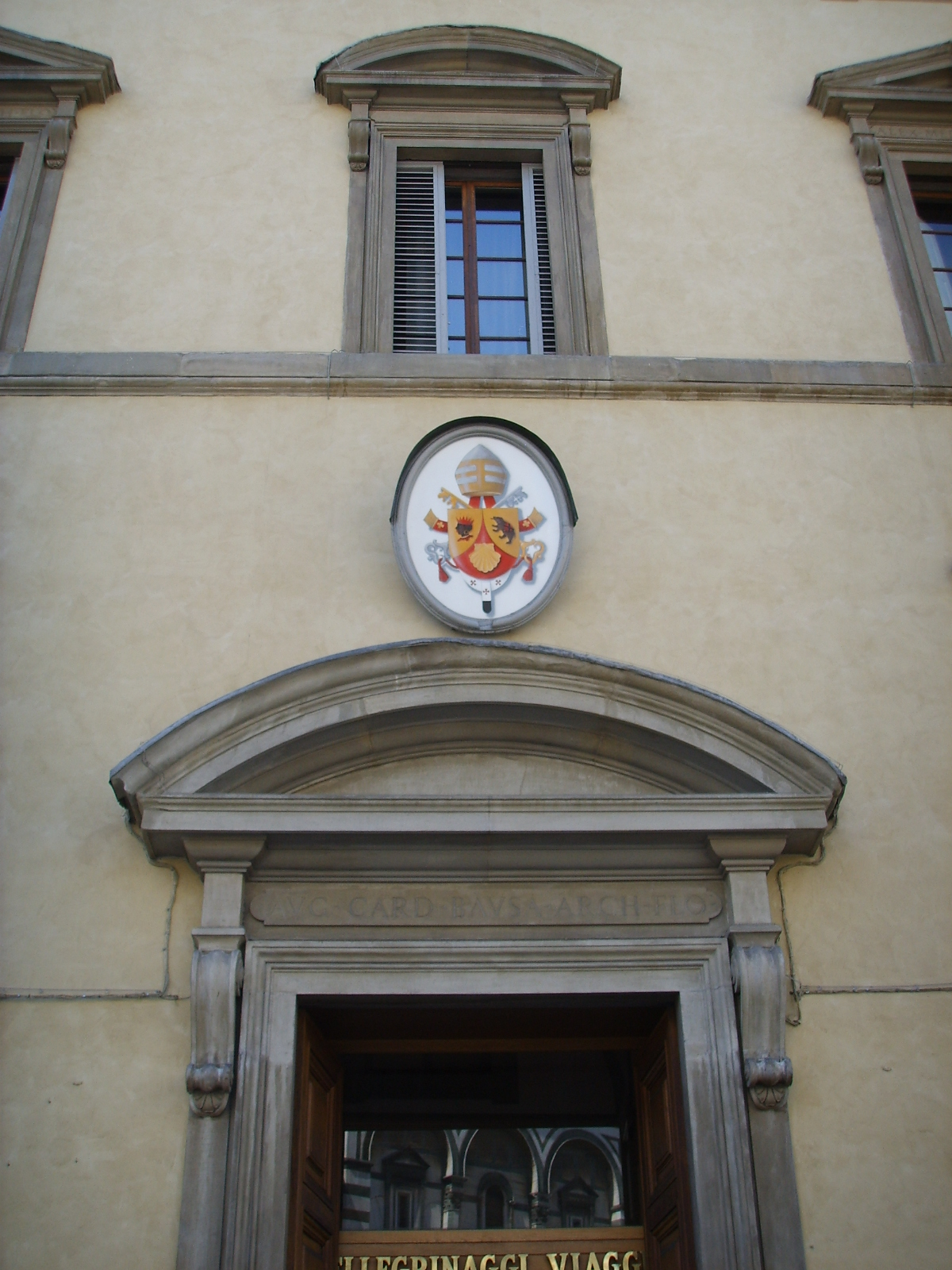
Porta com o brasão do Papa Bento XVI
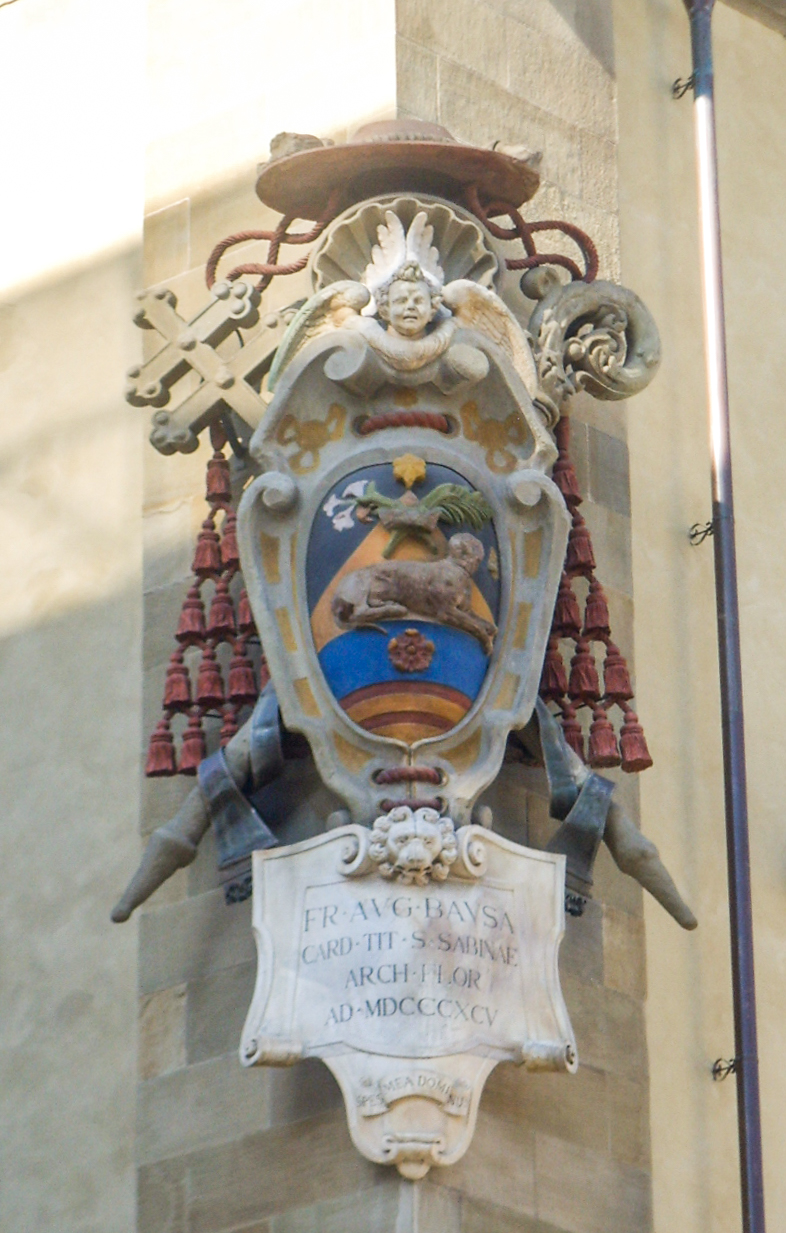
Brasão de Agostino Bausa
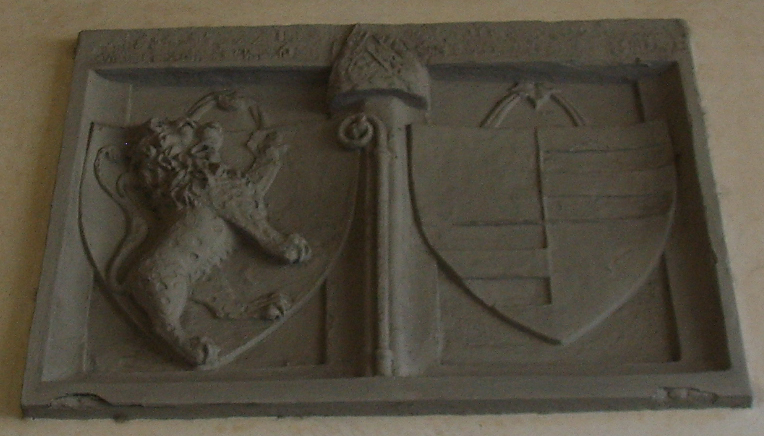
Brasão
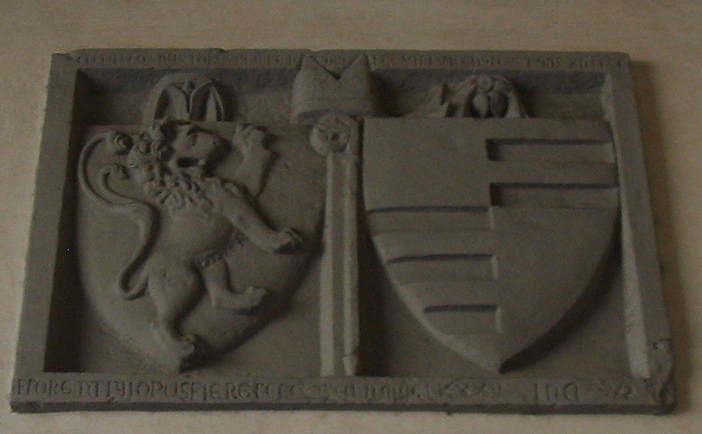
Brasão
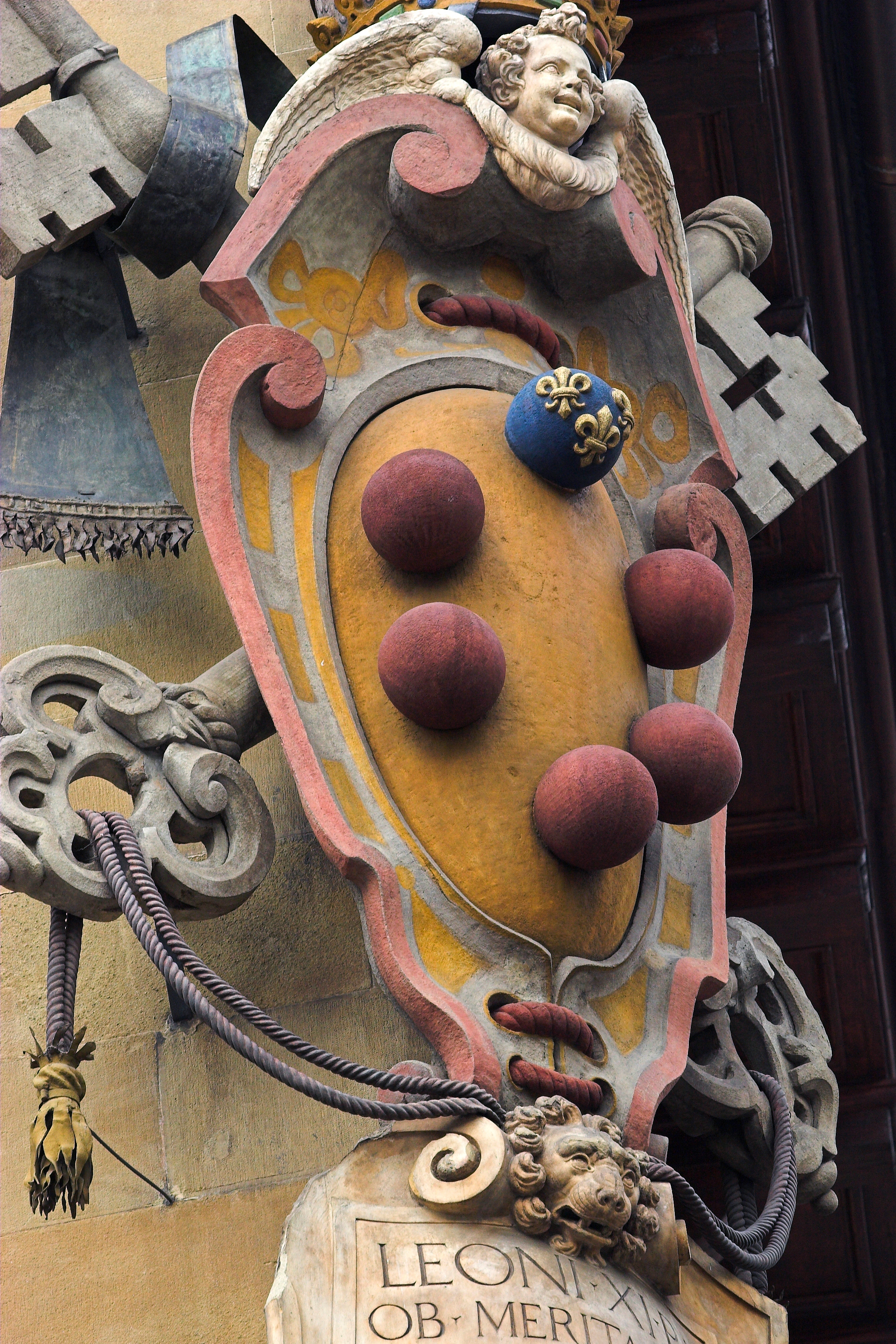
Brasão do Papa Leão XI
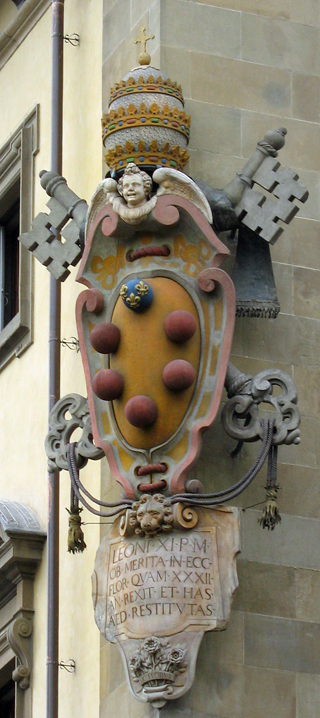
Brasão do Papa Leão XI
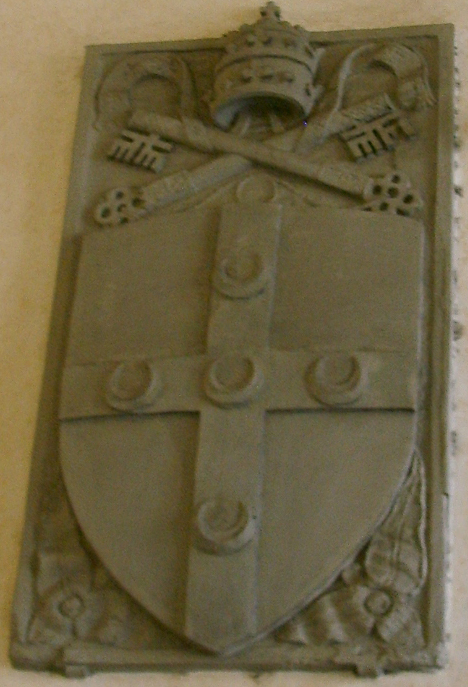
Brasão Piccolomini
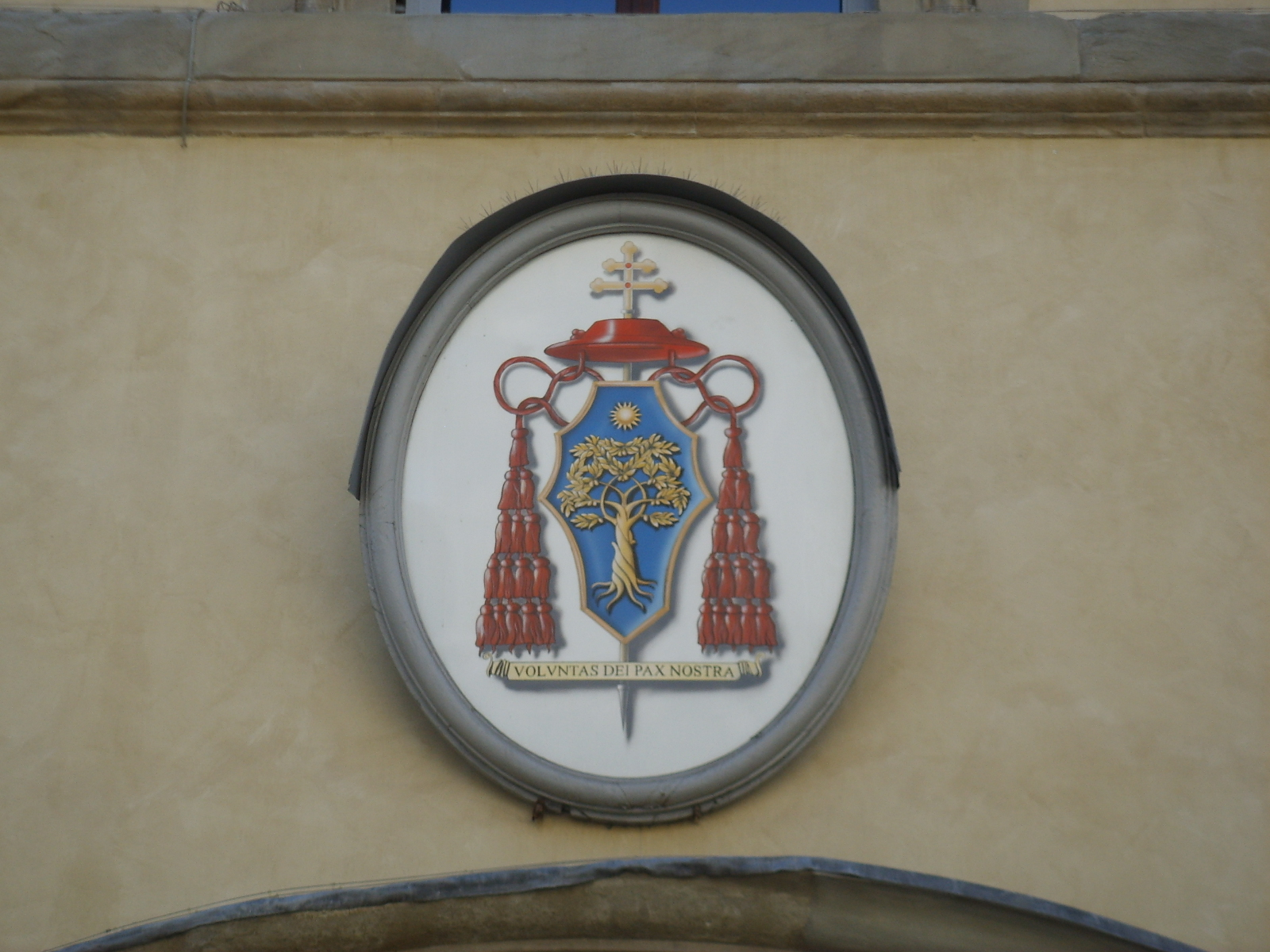
Brasão do Cardeal Antonelli
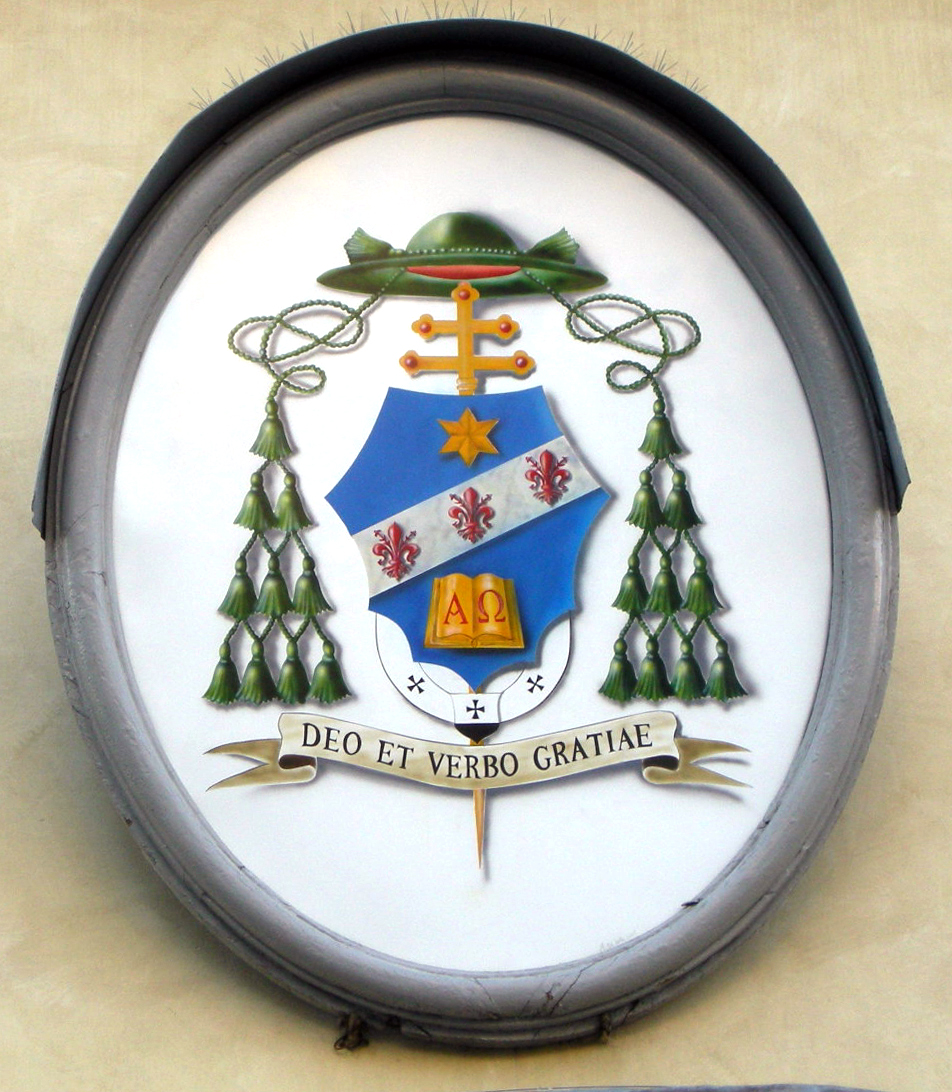
Brasão do Arcebispo Giuseppe Betori
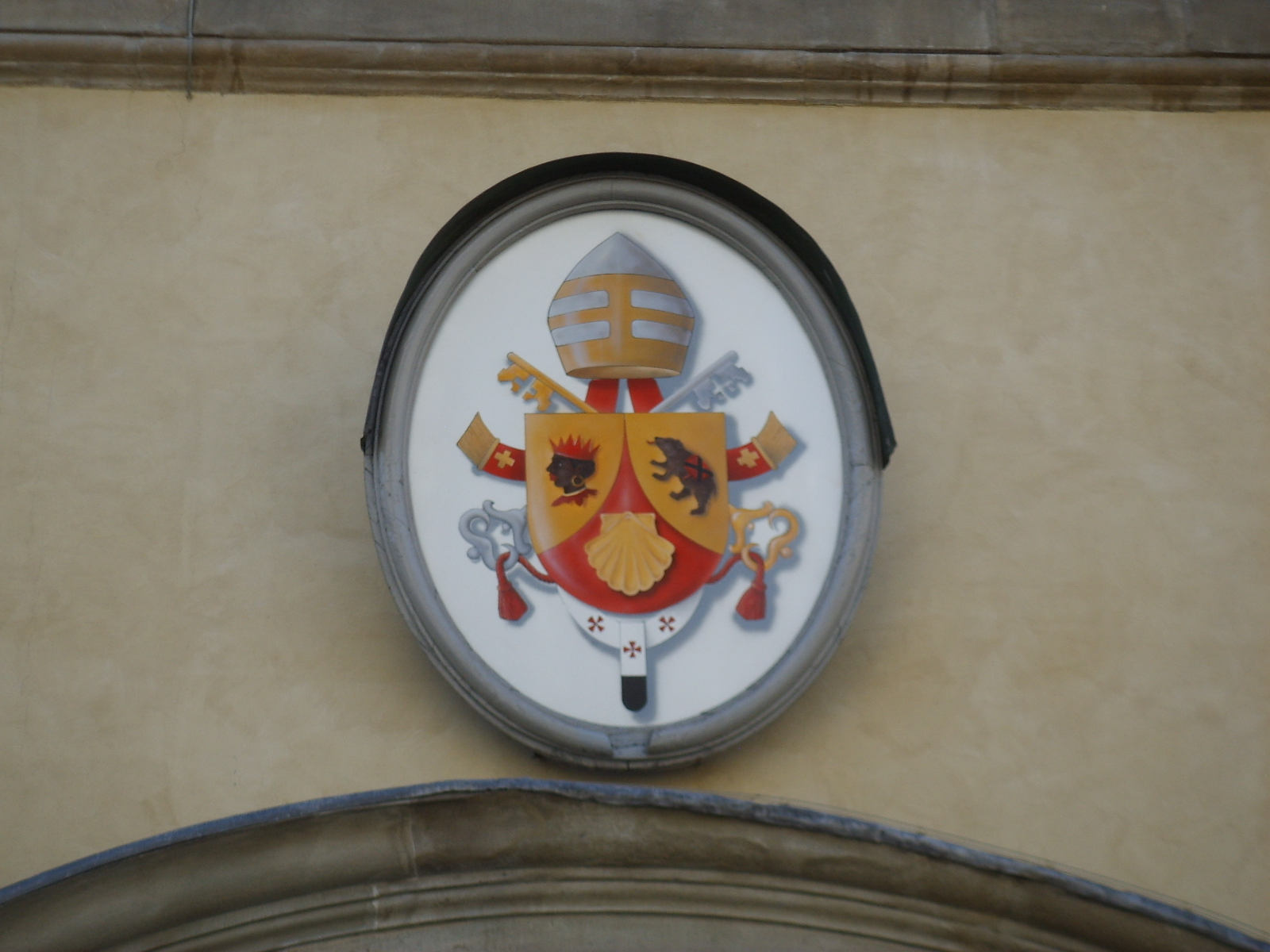
Brasão do Papa Bento XVI